# Mercedes Coello
María Mercedes Coello Fernández-Trujillo (Santa Cruz de Tenerife, 19 de noviembre de 1958) es una diputada por Santa Cruz de Tenerife. Miembro del Grupo Parlamentario Socialista del Congreso.
Licenciada en Medicina y Cirugía por la Universidad de La Laguna. Médico del servicio de urgencias del Hospital General de La Palma. Actualmente consejera del Cabildo de La Palma, a cuya presidencia fue candidata por el PSOE. Concejal del Ayuntamiento de Santa Cruz de La Palma en la anterior Legislatura.
Polémicas
Dimiten los tres cardiólogos del Hospital General por desavenencias con la gestión. La decisión de estos tres profesionales se materializó conjuntamente, tras vivir, según informan los afectados, continuos enfrentamientos con Mercedes Coello y Diheva Fernández por su decisión de mantener en el Servicio de Cardiología del Hospital General de La Palma a una facultativa sin la titulación requerida.
Mercedes Coello llama golfos a los positivos por covid que incumplen la cuarentena. 

## Actividad Profesional
- Presidenta de la Comisión de Educación, Política Social y Deporte.
- Portavoz adjunta de la Comisión de Trabajo e Inmigración.
- Adscrita de la Comisión de Industria, Turismo y Comercio.
- Vocal de la Comisión de Medio Ambiente, Agricultura y Pesca.
- Vocal de la Comisión de Sanidad y Consumo.
- Adscrita de la Comisión de Igualdad.
- Adscrita de la Comisión para las políticas integrales de la discapacidad.
- Vocal de la Comisión Mixta para el Estudio del Problema de las Drogas.